# Champions Trophy de Hóquei sobre a grama
O Troféu dos Campeões de Hóquei sobre a grama (em inglês: Hockey Champions Trophy) foi um dos mais clássicos torneios deste desporto, administrado e realizado pela Federação Internacional de Hóquei (FIH). Sua disputa iniciou-se nos anos de 1978 (entre os homens) e 1987 (entre as mulheres).
Este campeonato foi fundado em 1978, pelo Marechal da Força Aérea Paquistanesa Nur Khan, com o ideal de reunir as principais seleções do mundo (através do ranqueamento) em um torneio de pontos corridos.
Historicamente, esta competição já teve entre seis e oito países integrantes a cada edição. A partir de 2011, sua lista de participantes passou a consistir no último campeão deste torneio (para a defesa do título), a nação sede, o até então campeão olímpico ou mundial (a depender do ciclo vigente) e, por fim, as melhores seleções de acordo com o ranqueamento da FIH até o momento.
Com a chegada do torneio feminino em 1987, suas edições tornaram-se bienais. Voltou a ser anual no início dos anos 2000. Em 2012, com a realização da Liga Mundial de Hóquei (em inglês: Wockey World League - HWL), o Champions Trophy voltou a ser bienal para ambas as modalidades. A edição de 2018 foi a última desta competição, que acabou sendo substituída pela Liga Profissional de Hóquei (em inglês: Hockey Pro League - HPL) a partir de 2019.

## Torneio masculino
Segue-se, abaixo, o histórico desta competição na modalidade masculina.
| 1978 Detalhes | Lahore          | Paquistão          | Pontos corridos       | Austrália          | Reino Unido        | Pontos corridos | Nova Zelândia   |
| 1980 Detalhes | Karachi         | Paquistão          | Pontos corridos       | Alemanha Ocidental | Austrália          | Pontos corridos | Países Baixos   |
| 1981 Detalhes | Karachi         | Países Baixos      | Pontos corridos       | Austrália          | Alemanha Ocidental | Pontos corridos | Paquistão       |
| 1982 Detalhes | Amstelveen      | Países Baixos      | Pontos corridos       | Austrália          | Índia              | Pontos corridos | Paquistão       |
| 1983 Detalhes | Karachi         | Austrália          | Pontos corridos       | Paquistão          | Alemanha Ocidental | Pontos corridos | Índia           |
| 1984 Detalhes | Karachi         | Austrália          | Pontos corridos       | Paquistão          | Reino Unido        | Pontos corridos | Países Baixos   |
| 1985 Detalhes | Perth           | Austrália          | Pontos corridos       | Reino Unido        | Alemanha Ocidental | Pontos corridos | Paquistão       |
| 1986 Detalhes | Karachi         | Alemanha Ocidental | Pontos corridos       | Austrália          | Paquistão          | Pontos corridos | Reino Unido     |
| 1987 Detalhes | Amstelveen      | Alemanha Ocidental | Pontos corridos       | Países Baixos      | Austrália          | Pontos corridos | Reino Unido     |
| 1988 Detalhes | Lahore          | Alemanha Ocidental | Pontos corridos       | Paquistão          | Austrália          | Pontos corridos | União Soviética |
| 1989 Detalhes | Berlim          | Austrália          | Pontos corridos       | Países Baixos      | Alemanha Ocidental | Pontos corridos | Paquistão       |
| 1990 Detalhes | Melbourne       | Austrália          | Pontos corridos       | Países Baixos      | Alemanha           | Pontos corridos | Paquistão       |
| 1991 Detalhes | Berlim          | Alemanha           | Pontos corridos       | Paquistão          | Países Baixos      | Pontos corridos | Austrália       |
| 1992 Detalhes | Karachi         | Alemanha           | 4-0                   | Austrália          | Paquistão          | 2-1             | Países Baixos   |
| 1993 Detalhes | Kuala Lumpur    | Austrália          | 4-0                   | Alemanha           | Países Baixos      | 6-2             | Paquistão       |
| 1994 Detalhes | Lahore          | Paquistão          | 2-2 (ps:7-6)          | Alemanha           | Países Baixos      | 2-2 (ps:9-8)    | Austrália       |
| 1995 Detalhes | Berlim          | Alemanha           | 2-2 (ps:4-2)          | Austrália          | Paquistão          | 2-1             | Países Baixos   |
| 1996 Detalhes | Madras          | Países Baixos      | 3-2                   | Paquistão          | Alemanha           | 5-0             | Índia           |
| 1997 Detalhes | Adelaide        | Alemanha           | 3-2 (pós tempo extra) | Austrália          | Espanha            | 2-1             | Países Baixos   |
| 1998 Detalhes | Lahore          | Países Baixos      | 3-1                   | Paquistão          | Austrália          | 1-1 (ps:8-7)    | Coreia do Sul   |
| 1999 Detalhes | Brisbane        | Austrália          | 3-1                   | Coreia do Sul      | Países Baixos      | 5-2             | Espanha         |
| 2000 Detalhes | Amstelveen      | Países Baixos      | 2-1 (pós tempo extra) | Alemanha           | Coreia do Sul      | 3-0             | Espanha         |
| 2001 Detalhes | Roterdã         | Alemanha           | 2-1                   | Austrália          | Países Baixos      | 5-2             | Paquistão       |
| 2002 Detalhes | Cologne         | Países Baixos      | 0-0 (ps:3-2)          | Alemanha           | Paquistão          | 4-3             | Índia           |
| 2003 Detalhes | Amstelveen      | Países Baixos      | 4-2                   | Austrália          | Paquistão          | 4-3             | Índia           |
| 2004 Detalhes | Lahore          | Espanha            | 4-2                   | Países Baixos      | Paquistão          | 3-2             | Índia           |
| 2005 Detalhes | Chennai         | Austrália          | 3-1                   | Países Baixos      | Espanha            | 5-2             | Alemanha        |
| 2006 Detalhes | Terrassa        | Países Baixos      | 2-1                   | Alemanha           | Espanha            | 2-2 (ps:5-4)    | Austrália       |
| 2007 Detalhes | Kuala Lumpur    | Alemanha           | 1-0                   | Austrália          | Países Baixos      | 3-2             | Coreia do Sul   |
| 2008 Detalhes | Roterdã         | Austrália          | 4-1                   | Espanha            | Argentina          | 2-2 (ps:5-3)    | Países Baixos   |
| 2009 Detalhes | Melbourne       | Austrália          | 5-3                   | Alemanha           | Coreia do Sul      | 4-2             | Países Baixos   |
| 2010 Detalhes | Mönchengladbach | Austrália          | 4-0                   | Inglaterra         | Países Baixos      | 4-1             | Alemanha        |
| 2011 Detalhes | Auckland        | Austrália          | 1-0                   | Espanha            | Países Baixos      | 5-3             | Nova Zelândia   |
| 2012 Detalhes | Melbourne       | Austrália          | 2-1 (pós tempo extra) | Países Baixos      | Paquistão          | 3-2             | Índia           |
| 2014 Detalhes | Bhubaneswar     | Alemanha           | 2-0                   | Paquistão          | Austrália          | 2-1             | Índia           |
| 2016 Detalhes | Londres         | Austrália          | 0-0 (ps:3-1)          | Índia              | Alemanha           | 1-0             | Reino Unido     |
| 2018 Detalhes | Breda           | Austrália          | 1-1 (ps:3-1)          | Índia              | Países Baixos      | 2-0             | Argentina       |

### Premiações
| Ordem | País          | Medalha de ouro | Medalha de prata | Medalha de bronze | Total |
| ----- | ------------- | --------------- | ---------------- | ----------------- | ----- |
| 1     | Austrália     | 15              | 10               | 5                 | 30    |
| 2     | Alemanha      | 10              | 7                | 7                 | 24    |
| 3     | Países Baixos | 8               | 6                | 9                 | 23    |
| 4     | Paquistão     | 3               | 7                | 7                 | 17    |
| 5     | Espanha       | 1               | 2                | 3                 | 6     |
| 6     | Reino Unido   | 0               | 2                | 2                 | 4     |
| 7     | Índia         | 0               | 2                | 1                 | 3     |
| 8     | Coreia do Sul | 0               | 1                | 2                 | 3     |
| 9     | Argentina     | 0               | 0                | 1                 | 1     |
| Total | Total         | 37              | 37               | 37                | 111   |

- Os resultados do Reino Unido contemplam as participações da Inglaterra.
- Os resultados da Alemanha contemplam os obtidos pela Alemanha Ocidental.

## Torneio feminino
Segue-se, abaixo, o histórico desta competição na modalidade feminina.
| 1987 Detalhes | Amstelveen      | Países Baixos | Pontos corridos       | Austrália     | Coreia do Sul      | Pontos corridos       | Canadá        |
| 1989 Detalhes | Frankfurt       | Coreia do Sul | Pontos corridos       | Austrália     | Alemanha Ocidental | Pontos corridos       | Reino Unido   |
| 1991 Detalhes | Berlim          | Austrália     | Pontos corridos       | Alemanha      | Países Baixos      | Pontos corridos       | Espanha       |
| 1993 Detalhes | Amstelveen      | Austrália     | 1-1 (ps:4-2)          | Países Baixos | Alemanha           | 2-0                   | Coreia do Sul |
| 1995 Detalhes | Mar del Plata   | Austrália     | 1-1 (ps:4-3)          | Coreia do Sul | Estados Unidos     | 0-0 (ps:4-1)          | Alemanha      |
| 1997 Detalhes | Berlim          | Austrália     | 2-1 (pós tempo extra) | Alemanha      | Países Baixos      | 5-2                   | Coreia do Sul |
| 1999 Detalhes | Brisbane        | Austrália     | 3-2                   | Países Baixos | Alemanha           | 1-0                   | Argentina     |
| 2000 Detalhes | Amstelveen      | Países Baixos | 3-2                   | Alemanha      | Austrália          | 1-0                   | Argentina     |
| 2001 Detalhes | Amstelveen      | Argentina     | 3-2                   | Países Baixos | Austrália          | 2-1 (pós tempo extra) | China         |
| 2002 Detalhes | Macau           | China         | 2-2 (ps:3-1)          | Argentina     | Países Baixos      | 4-3 (pós tempo extra) | Austrália     |
| 2003 Detalhes | Sydney          | Austrália     | 3-2                   | China         | Países Baixos      | 3-2                   | Argentina     |
| 2004 Detalhes | Rosário         | Países Baixos | 2-0                   | Alemanha      | Argentina          | 3-2                   | Austrália     |
| 2005 Detalhes | Canberra        | Países Baixos | 0-0 (ps:5-4)          | Austrália     | China              | 2-2 (ps:9-8)          | Argentina     |
| 2006 Detalhes | Amstelveen      | Alemanha      | 3-2                   | China         | Países Baixos      | 1-1 (ps:4-1)          | Argentina     |
| 2007 Detalhes | Quilmes         | Países Baixos | 1-0                   | Argentina     | Alemanha           | 2-0                   | Austrália     |
| 2008 Detalhes | Mönchengladbach | Argentina     | 6-2                   | Alemanha      | Países Baixos      | 3-0                   | China         |
| 2009 Detalhes | Sydney          | Argentina     | 0-0 (ps:4-3)          | Austrália     | Países Baixos      | 5-2                   | Alemanha      |
| 2010 Detalhes | Nottingham      | Argentina     | 4-2                   | Países Baixos | Inglaterra         | 2-1                   | Alemanha      |
| 2011 Detalhes | Amstelveen      | Países Baixos | 3-3 (ps:3-2)          | Argentina     | Nova Zelândia      | 3-2                   | Coreia do Sul |
| 2012 Detalhes | Rosário         | Argentina     | 1-0                   | Reino Unido   | Países Baixos      | 5-4                   | Alemanha      |
| 2014 Detalhes | Mendoza         | Argentina     | 1-1 (ps:3-1)          | Austrália     | Países Baixos      | 2-1                   | Nova Zelândia |
| 2016 Detalhes | Londres         | Argentina     | 2-1                   | Países Baixos | Estados Unidos     | 2-2 (ps:1-0)          | Austrália     |
| 2018 Detalhes | Changzhou       | Países Baixos | 5-1                   | Austrália     | Argentina          | 6-0                   | China         |

### Premiações
| Ordem | País           | Medalha de ouro | Medalha de prata | Medalha de bronze | Total |
| ----- | -------------- | --------------- | ---------------- | ----------------- | ----- |
| 1     | Países Baixos  | 7               | 5                | 9                 | 21    |
| 2     | Argentina      | 7               | 3                | 2                 | 12    |
| 3     | Austrália      | 6               | 6                | 2                 | 14    |
| 4     | Alemanha       | 1               | 5                | 4                 | 10    |
| 5     | China          | 1               | 2                | 1                 | 4     |
| 6     | Coreia do Sul  | 1               | 1                | 1                 | 3     |
| 7     | Reino Unido    | 0               | 1                | 1                 | 2     |
| 8     | Estados Unidos | 0               | 0                | 2                 | 2     |
| 9     | Nova Zelândia  | 0               | 0                | 1                 | 1     |
| Total | Total          | 23              | 23               | 23                | 69    |

- Os resultados do Reino Unido contemplam as participações da Inglaterra.
- Os resultados da Alemanha contemplam os obtidos pela Alemanha Ocidental.